# Grote groenuil

Bena bicolorana

De grote groenuil (Bena bicolorana) is een nachtvlinder uit de familie van de visstaartjes (Nolidae). 
De voorvleugellengte varieert tussen de 19 en 23 millimeter. De voorvleugel is groen met groen- of geelwitte rand en twee evenwijdige schuine lijnen in dezelfde kleur. De achtervleugel is wit.
De vliegtijd is juni tot en met augustus. Waardplanten voor deze soort zijn eik en berk, waarop de rups gecamoufleerd als takje overwintert.
Het verspreidingsgebied beslaat geheel Europa. In Nederland en België is de soort niet zo gewoon.